# Capsicum chinense

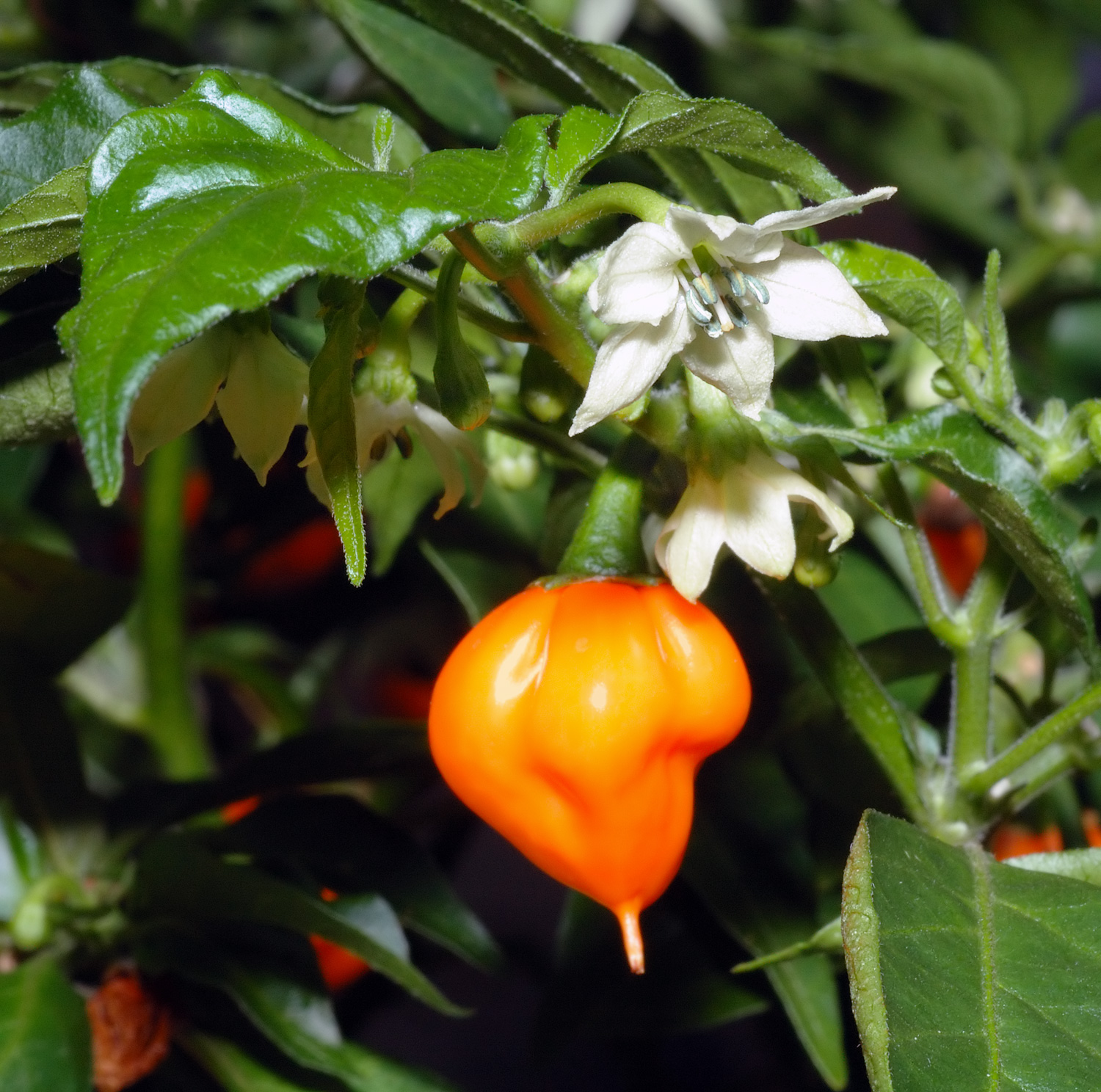
Capsicum chinense

Capsicum chinense (selten auch sinense) ist eine Pflanzenart aus der Familie der Nachtschattengewächse, sie gehört zu den Paprikas. Zuerst wurde die Pflanze im Jahr 1768 in Philip Millers Schrift „A Gardener’s Dictionary“ als Capsicum angulosum beschrieben, den Namen Capsicum chinense bekam sie durch Nikolaus von Jacquin. Da dieser sein erstes Exemplar von einem chinesischen Händler erhielt, nahm er irrtümlich an, die Pflanze stamme aus China. Die Pflanze ist jedoch nicht asiatischer Herkunft, sondern stammt wie alle Paprikaarten aus Südamerika. Die schärfsten Chilisorten, wie beispielsweise Habanero, gehören zu dieser Art.

## Beschreibung

### Pflanze
Wie auch bei anderen kultivierten Capsicum-Arten ist innerhalb der Art Capsicum chinense durch Domestizierung und die damit verbundene lange Selektion eine große Variabilität entstanden. Typischerweise ist eine Pflanze der Art zwischen 45 cm und 75 cm hoch, der Spross verzweigt stark und bildet Nebentriebe, was der Pflanze ein breites, buschiges Aussehen verleiht. Die Blätter sind hell- bis dunkelgrün, eiförmig bis lanzettlich eiförmig und erreichen eine Länge von bis zu 10,5 cm. Die Blätter wirken oftmals zerknittert, was durch ein schnelleres Wachstum der Blattfläche im Vergleich zu den Blattadern hervorgerufen wird. Sowohl Blätter als auch Spross sind überwiegend unbehaart, nur selten ist eine kurze, dichte Behaarung zu finden.

### Blüten
Die in den Sprossknoten stehenden Blüten erscheinen meist in Gruppen von drei bis fünf, an schwachen Pflanzen weniger, oft aber auch mehr Blüten. Sie stehen an schräg geneigten, selten aufrechten Blütenstielen, die in der Blühphase relativ kurz und dick sind. Die zwittrigen, fast radiärsymmetrischen Blüten sind meistens fünfzählig. Die grünlich-gelben oder selten reinweißen Kronblätter sind 0,5 bis 1 cm lang, sie weisen keine Flecken am Rand auf. Die Blütenlappen sind nicht spreizend, weisen normalerweise deutlich sichtbare geschwungene Falten auf, oder sind manchmal auch langgestreckt ohne Falten. Die Staubgefäße sind in fast allen Fällen blau-violett, es kommen jedoch auch Varietäten mit gelben Staubgefäßen vor. Der Kelch ist kaum gezähnt und hat eine ringförmige Verdickung am Blütenstiel.

### Früchte

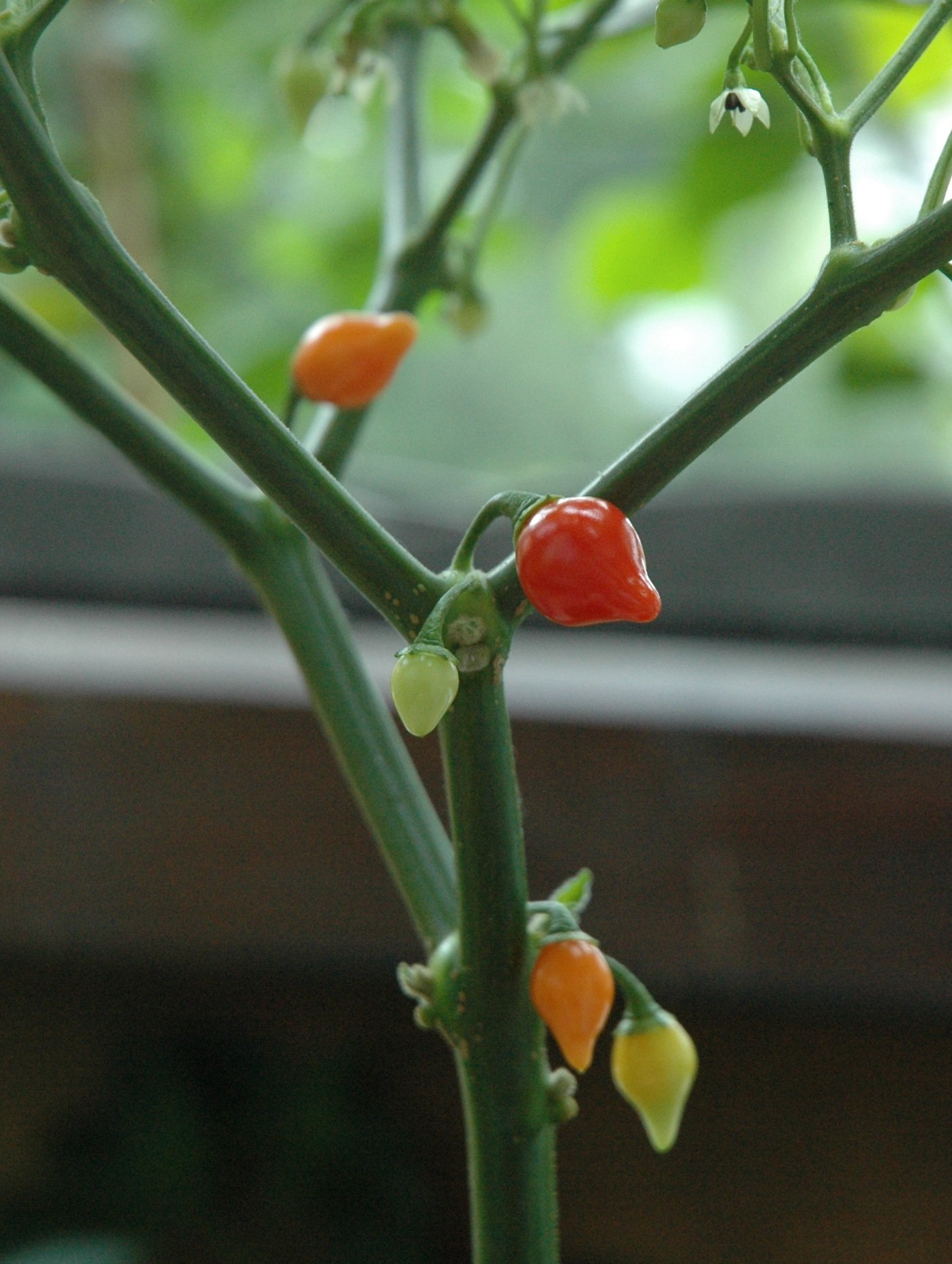
C. chinense mit glatten Früchten

Die große Variabilität der Art ist unter anderem auch an den vielfältigen Früchten zu erkennen. Während Wildformen meist kleine, runde und glatte Früchte wie andere wilde Capsicum besitzen, sind die Früchte der meisten Zuchtformen faltig geformt, nur selten haben sie die klassische langgezogen-spitze Chiliform. Die Länge der Früchte variiert zwischen 1 und 12 cm. Die bekannteste Fruchtform ist die Habaneroform, deren Spitze abgeflacht oder eingesenkt ist und leicht länger als breit ist. Andere Fruchtformen sind die flacheren Scotch-Bonnet-förmigen Früchte, laternenförmig spitze oder auch längliche Früchte. Unreife Früchte können hell- bis dunkelgrün sein, die Farbe der reifen Früchte reicht von blassem Gelb, Orange, Lachsfarben über leuchtendes Rot bis zu einem dunklen Schokoladenbraun. Die Samen haben meistens einen welligen Rand, nur selten ist er glatt.

### Chromosomenzahl
Die Chromosomenzahl beträgt 2n = 24.

## Verbreitung
Capsicum chinense ist von den kultivierten Capsicum-Arten die einzige, die dominant im feuchttropischen Klima gedeiht.
Die Art ist wahrscheinlich in Peru heimisch, wächst aber aus klimatischen Gründen nur in einem kleinen Teil des Landes. In der peruanischen Küche spielen daher die beiden Arten Capsicum baccatum und Capsicum pubescens eine wesentlich größere Rolle. Die bekannteste peruanische chinense-Sorte ist der rote chinchin-ucho.
Die meisten verschiedenen Capsicum-chinense-Sorten findet man heute in der Karibik, wo Capsicum chinense die am häufigsten angebaute Chiliart ist. Beispiele sind der rote Scotch Bonnet aus Jamaika, der orange Habanero aus Kuba (heute vorwiegend in Yucatán angebaut) und Madame Jeanette aus Haiti. Daneben gibt es auch in den an die Karibik grenzenden Gebieten Nord-, Mittel- und Südamerikas einige traditionelle Sorten wie den Datil aus Florida und den Adjuma aus Suriname.
Das Chile Pepper Institute der New Mexico State University  in Las Cruces im US-Bundesstaat New Mexico beschäftigt sich mit der Züchtung; im 40 Meilen entfernten Hatch (New Mexico) findet ein jährliches Chili-Festival statt. In Hatch werden auch Sorten wie Bhut Jolokia und  Trinidad Moruga Scorpion angebaut.
Scharfe Capsicum-chinense-Chilis findet man auch im tropischen Afrika, wo sie von heimgekehrten Sklaven eingeführt wurde, zum Beispiel der gelbe Fatalii. Dagegen gibt es in Asien nur sehr wenige Capsicum-chinense-Sorten. Eine davon ist Naga Morich aus Bangladesch, unter anderem mit der Züchtung Dorset Naga mit Scoville-Einheiten über 870.000.

## Botanische Geschichte
Die wohl erste vollständige Beschreibung der Art stammt von Nikolaus Joseph von Jacquin, der sie 1776 in seinem Werk „Hortus botanicus Vindobonensis“ erwähnt. Seine Abbildung der Pflanze zeigt jedoch nur zwei Blüten im Sprossknoten, jedoch stimmen alle weiteren Merkmale mit den heute zur Art gezählten Pflanzen überein. Lange Zeit wurde die Eigenständigkeit der Art nicht anerkannt, oft wurde die Systematik der kultivierten Arten der Gattung Capsicum (Paprika) diskutiert und geändert. Die 1898 von H. C. Irish aufgestellte Systematik erkennt nur die von Carl von Linné beschriebenen Arten Capsicum annuum und Capsicum frutescens an und ordnet alle kultivierten Paprika diesen Arten zu; L. H. Bailey reduziert 1923 alle kultivierten Paprika zu nur einer Art Capsicum frutescens. Während daraufhin bald Einigkeit über den Artstatus (wenn auch nicht über die Nomenklatur) von Capsicum annuum, Capsicum baccatum, Capsicum frutescens und Capsicum pubescens bestand, wurde erst 1957 von Smith und Heiser die Eigenständigkeit von Capsicum chinense (als Capsicum sinense) bekräftigt.

## Geschmack
Zu Capsicum chinense gehören einerseits extrem scharfe Sorten mit über 2.000.000 Scoville-Einheiten (diverse Habanero-Züchtungen, Scotch Bonnet usw.), andererseits aber auch milde Sorten (z. B. Ají Dulce). Gemeinsam ist ihnen ein delikates, einzigartig fruchtiges Aroma, das allen anderen Arten fehlt. Während die Schärfe nicht durch das Kochen verändert wird, bleibt das typische Aroma jedoch nur bei rohen Früchten oder schonender Zubereitung erhalten.